# Fat Face
Fat Face est une chaîne britannique de magasins de vêtements commercialisant ses propres produits. L'entreprise possède plus de 190 points de vente au Royaume-Uni ; elle est en outre implantée à Singapour, en Malaisie, aux Émirats arabes unis, en Irlande, en France, au Koweït, à Oman et au Qatar. La chaîne cible des hommes, femmes et enfants recherchant un style de vie actif. Le slogan de l'entreprise pourrait se traduire par « La vie se passe en extérieur » (« Life Is Out There »). Bien qu'originairement concentrée sur les vêtements de sport en plein air, la marque s'est peu à peu orientée vers la mode.

## Histoire
L'entreprise est créée en 1988 par Jules Leaver et Tim Slade, à l'époque âgés respectivement de 23 et 22 ans. Les deux fondateurs étaient auparavant skieurs, mais à la suite de problèmes financiers, ils décident de fonder un magasin de vêtements à Méribel, une station de ski dans les Alpes. L'idée de créer une gamme de vêtements provient originellement de Tim. Ils vendent alors toutes leurs possessions, notamment un véhicule de camping Volkswagen, et achètent un stock de tee-shirts personnalisables sur lesquels ils peuvent imprimer leurs visuels. Leur célèbre slogan « Mieux vaut une mauvaise journée sous la pluie qu'une bonne au bureau » provient de cette époque, et avec l'intérêt grandissant de touristes britanniques, ils décident de se lancer au Royaume-Uni. Entre 1992 et 1993, le magasin de Fulham ouvre ses portes. Le nom 'Fat Face' proviendrait de La face de Bellevarde, une piste noire olympique de Val d'Isère. Lorsque la société ouvre son magasin sur trois niveaux à Exeter, dans le quartier de Princesshay le 25 septembre 2007, le chiffre d'affaires de la firme dépasse les 110 millions de livres-sterling.
Bien que la croissance de la firme est initialement lente, l'exploitation grandit au fil du temps, et l'entreprise compte maintenant plus de 150 points de vente à travers le monde. Le magasin originel de Fulham ferme ses portes en 2006.
En 2007, Fat Face tente de vendre ses gammes à travers les magasins John Lewis. Ce fut un succès et a depuis été étendu. Des produits sous licence, développés par des entreprises extérieures à la chaîne sont introduits, comme des montres et des lunettes de soleil.
En janvier 2010, Alan Giles est à la tête du groupe.

## Événements
Fat Face organise dans tout le Royaume-Uni un lot d'événements sportifs intitulé les 'Night Series', consistant en une série de 7 rencontres sportives. Cela inclut entre autres une nuit du Surf à Newquay, une nuit de la voile à Plymouth, une nuit du saut à Thorpe Lakes, une nuit de mountain board (Night Air) à Gloucester, et une nuit de la planche à voile à Hayling Island.

## Rachat

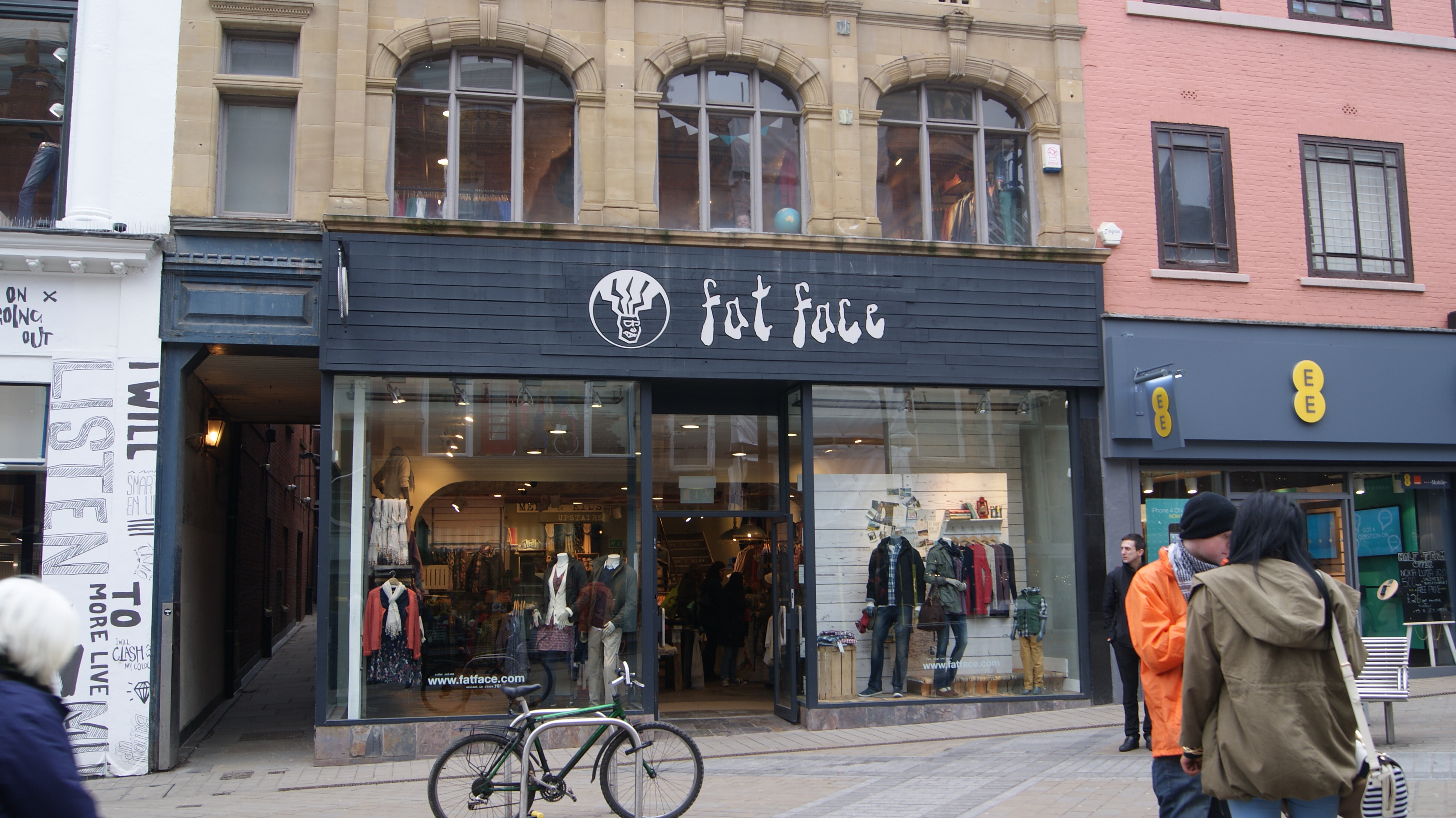
Le magasin Fat Face de Briggate, à Leeds.

Fat Face est rachetée en 2005 par Advent International pour 100 millions de livres-sterling. Même si les deux fondateurs en restent actionnaires, ils ne possèdent plus à l'heure actuelle la majorité des parts de l'entreprise.
Les vêtements Fat Face sont par ailleurs connus pour fournir une large gamme de tailles par rapport à leurs concurrents.